# 예림당
주식회사 예림당은 대한민국의 아동 서적 전문 출판사로, 현재는 법인회사이자 대한민국 저비용항공사 티웨이항공의 모기업이었다.

## 개요
예림당은 1973년 11월 5일에 나춘호가 설립했다. 설립 이래 유아용 그림책에서부터 동화·동시·학습물·어린이용 사전 및 각종 도감류에 이르기까지 다양한 분야의 아동 서적만을 펴내고 있다. 도서출판 예림당으로 출발한 뒤, 1991년 12월에 법인회사로 전환했다. 자회사로는 도서출판 능인이 있으며, 사회공헌 사업의 하나로 해여림 식물원을 운영하고 있다.
1983년 서울특별시 종로구 명륜동, 1986년 성동구 군자동 사옥, 1996년 10월에 강남구 삼성동 사옥을 거쳐 2013년 성동구 성수동2가 예림출판문화센터에 위치해 있다.

## 주요 출판물
- 시청각 동화 《이야기극장》 시리즈
- 《무지개극장》 시리즈
- 학습 만화 《Why?》 시리즈
- 포켓북 《작은 손 문고》 시리즈
- 《좋은 짝》 시리즈

## 수상
《한국대표동시집》으로 1986년 한국어린이도서상 특별상, 《나무의 꿈》으로 1989년 한국어린이도서상을 받았다. 또 1992년 《어린이낭송시집》으로 한국어린이도서상 특별상과 어린이문화대상을 받았으며, 2000년에는 《곤충의 비밀》로 한국백상출판문화상의 제작상 사진 부문에서 수상하였다.

## 같이 보기
- 티웨이항공